# Redendes Wappen
Als redendes Wappen (im Französischen immer im Plural: armes parlantes), auch sprechendes Wappen oder Namenswappen, bezeichnet man in der Heraldik solche Wappen, die im Fall von Familiennamen auf den Namen des Inhabers oder im Falle von Ortswappen auf die (oft volksetymologische) Deutung des Ortsnamens entweder anspielen oder ihn rebusartig darstellen. Die Anspielung liegt meist in der Figur, seltener in der Farbe.

## Entstehung
Wappen entstanden im Mittelalter aus verzierten Reiterschilden im 13. Jahrhundert und 14. Jahrhundert. Die Namensursprünge des deutschen Uradels liegen in vielen Fällen in der Wappenfigur (oder gemeinen Figur) oder auch der Helmzier. Insofern könnte der Begriff „redendes Wappen“ den irreführenden Eindruck erwecken, dass bei den vielen Ministerialenfamilien des Uradels zuerst der Name und dann das Wappen da war (was auch gelegentlich vorkam, häufiger aber beim späteren Briefadel), während in den meisten Fällen umgekehrt der Ritter nach dem Erkennungszeichen benannt wurde, das er auf seinem Schild aufmalen ließ oder das er als Helmkleinod auf seinem  Helm anbrachte, so etwa bei den Fuchs von Bimbach, Gans zu Putlitz, Riedesel zu Eisenbach, Rabe von Pappenheim, Behr, Hahn, Hundt, Ochs, Rüdt, Schweinichen, Wolff, Nagel, Pflugk, Ketelhodt usw. Ähnliches gilt für Stadtwappen, etwa das Wappen von München, das Landeswappen Hamburgs, das Wappen Berlins usw.
Bei modernen Wappen (Familien- oder Ortswappen) ist es häufig umgekehrt: Vom Namen wird ein Symbol (die Wappenfigur) abgeleitet, die möglichst irgendwie auf ihn anspielt. Gerade bei Ortswappen wird aber auch häufig auf historische Wappen (etwa von einst am Ort begüterten Adelsgeschlechtern oder Klöstern) zurückgegriffen, die (allein oder in Kombination mit anderen Figuren) in das neue Wappen aufgenommen werden. Eine solche Heraldik hat mehr geschichtliche Tiefe, wobei es dann von den historischen Umständen abhängt, ob redende Figuren, die mit dem Ortsnamen zusammenhängen, vorkommen oder nicht. 
Redende Zeichen gab es bereits in der Antike. Vor allem die zunächst noch nicht beschrifteten Münzen aus der archaischen Zeit nehmen in ihren Motiven häufig auf die Namen der Städte Bezug, in denen sie geprägt wurden. Beispiele sind Phokaia mit einer Robbe (altgriechisch phokä), Zankle (zánklä = Sichel), Himera mit einem Hahn (häméra = Tag) und Selinus mit dem Blatt einer Sichelstaude (sélinon = Selleriestaude), Melos mit einem Apfel (melon), Rhodos mit einer Rosenblüte (rhodon). Einige Münzen aus der Zeit der Römischen Republik spielen mit redenden Zeichen auf die Familiennamen der Münzmeister an. Dazu gehören die Purpurschnecke für den Münzmeister Furius Purpurio, ein Eselskopf (Esel = asinus) für M. Iunius Silanus, die Dohle (graculus) für L. Antestius Gragulus, der Torques (ein Halsring aus der gallischen Kultur) für L. Manlius Torquatus, ein Stier (taurus) für L. Thorius Balbus, ein deformierter Fuß (Schwellfuß = crassipes) für P. Furius Crassipes, ein Sternbild, das in der Antike triones genannt wurde für L. Lucretius Trio, ein Fausthandschuh (caestus) für L. Plaetorius L. filius Cestianus und eine Spitzhacke (acisculus) für L. Valerius Acisculus.

## Beispiele

Beispiele redender Wappen
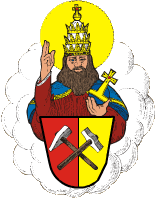
Gott für Gottesgab
Mönch für München
Tonsur für Pfaffenhofen
Hl. Katharina für Katharinaberg
Sankt Martin für Turz-Sankt Martin
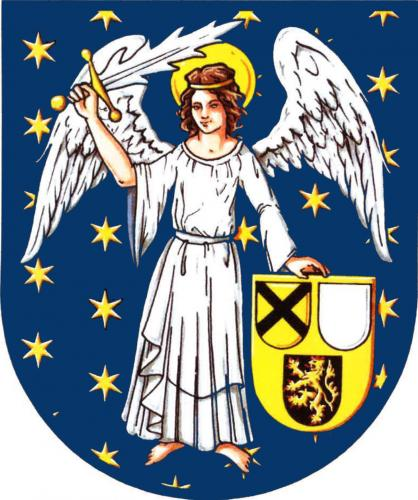
Erzengel Michael für Engelhaus
Jungfrau (Magd) und Burg für Magdeburg
Die sieben Schwaben für Schwobfeld
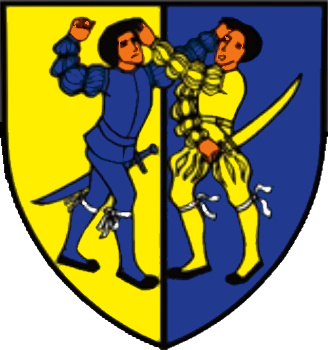
Streitende (hadernde) Landsknechte für Hadersdorf (Fehlinterpretation von 1514)
Laufender Mann für Lauffen am Neckar
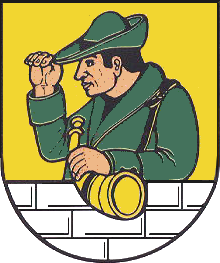
Wächter für Wachstedt
Wäscherin für Wäschenbeuren
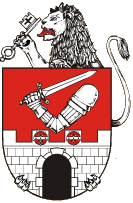
Ellbogen für Elbogen
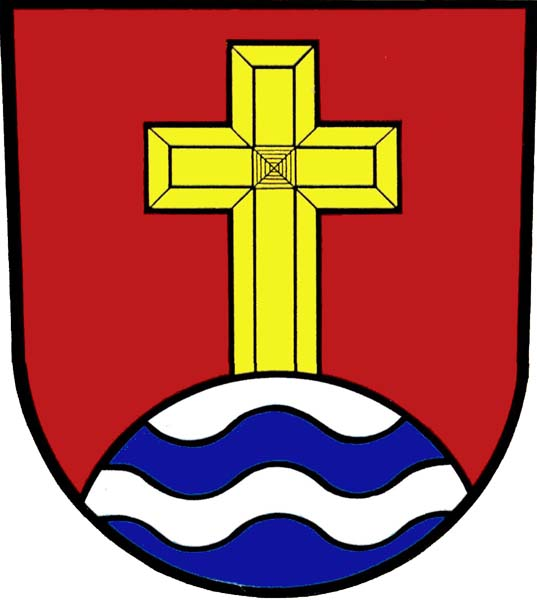
Kreuz für Kreuzberg
Weiße Kirche für Weißkirchen
Krone für Červené Poříčí
Roter Stab für das Bistum Baton Rouge (frz. bâton rouge)
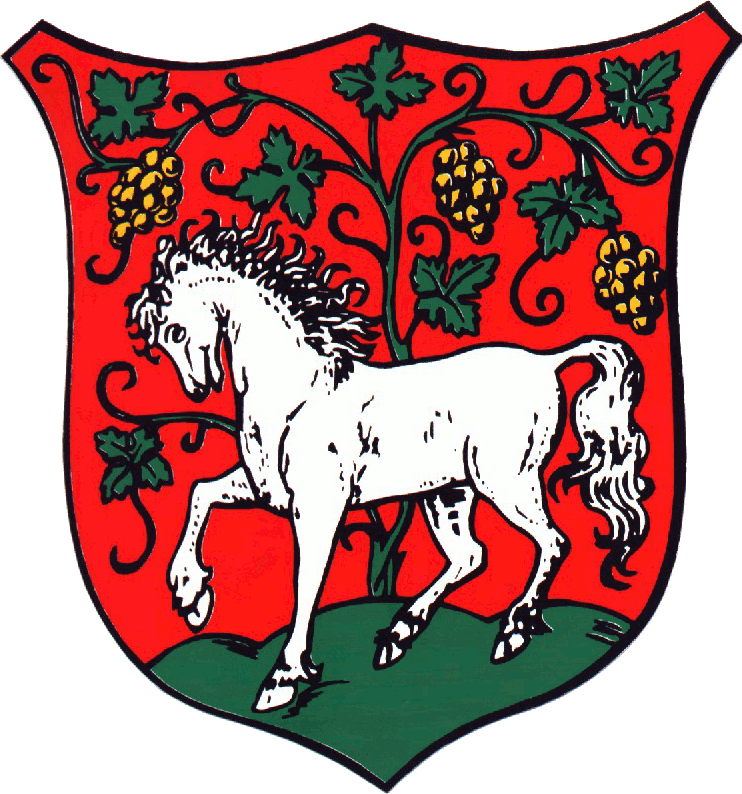
Roß und Weinrebe für Roßwein
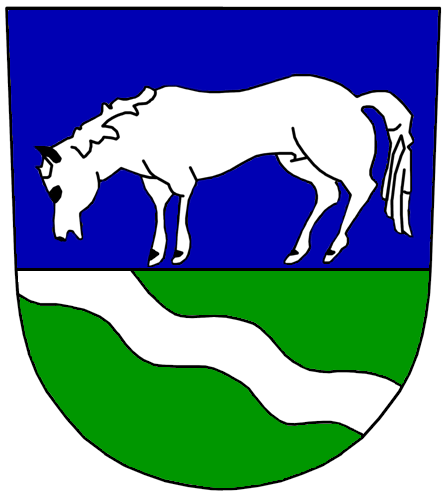
Roß und Bach für Roßbach
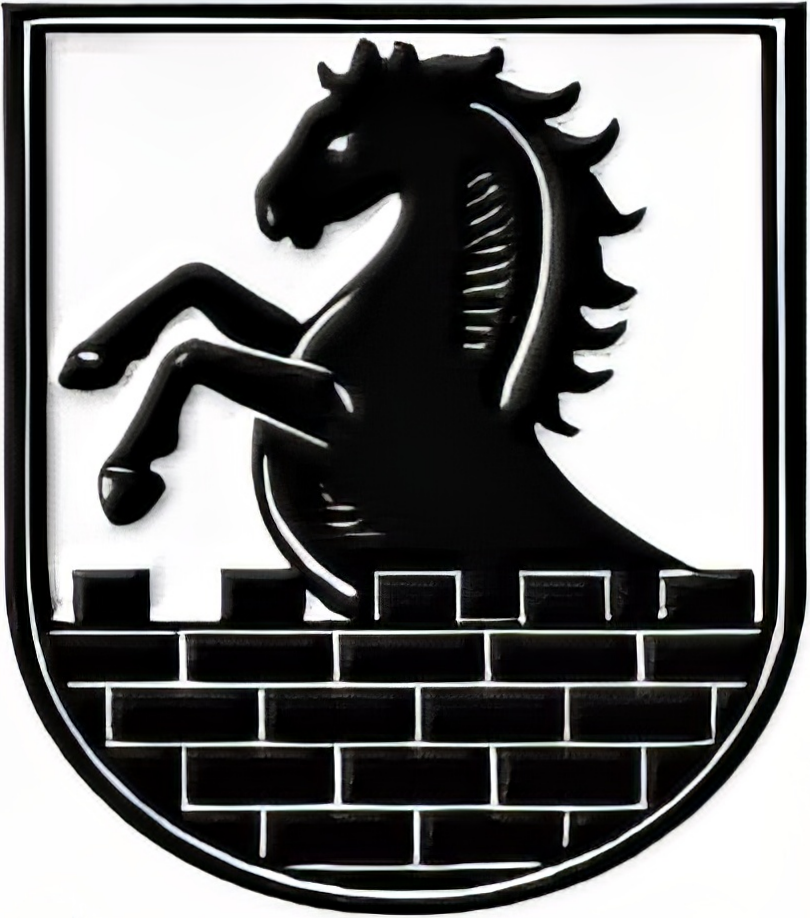
Hengst für Schönhengstgau
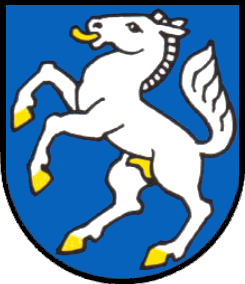
Fohlen für Füllinsdorf (Anlehnung schweizerdeutsch Fülli)
Ochse für Oxford (deutsch „Ochsenfurt“)
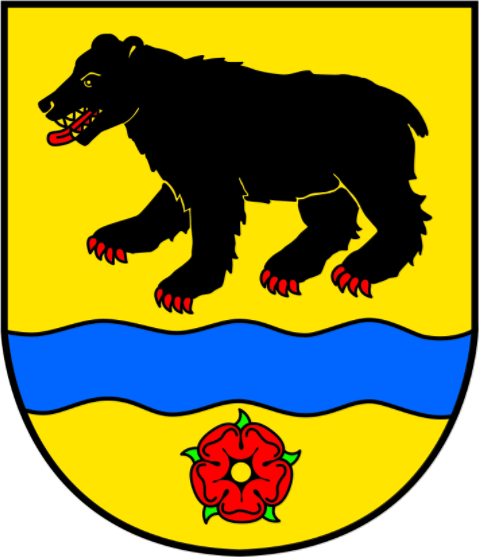
Bär und Bach für Bärnbach
Hirsch  für Hirschau
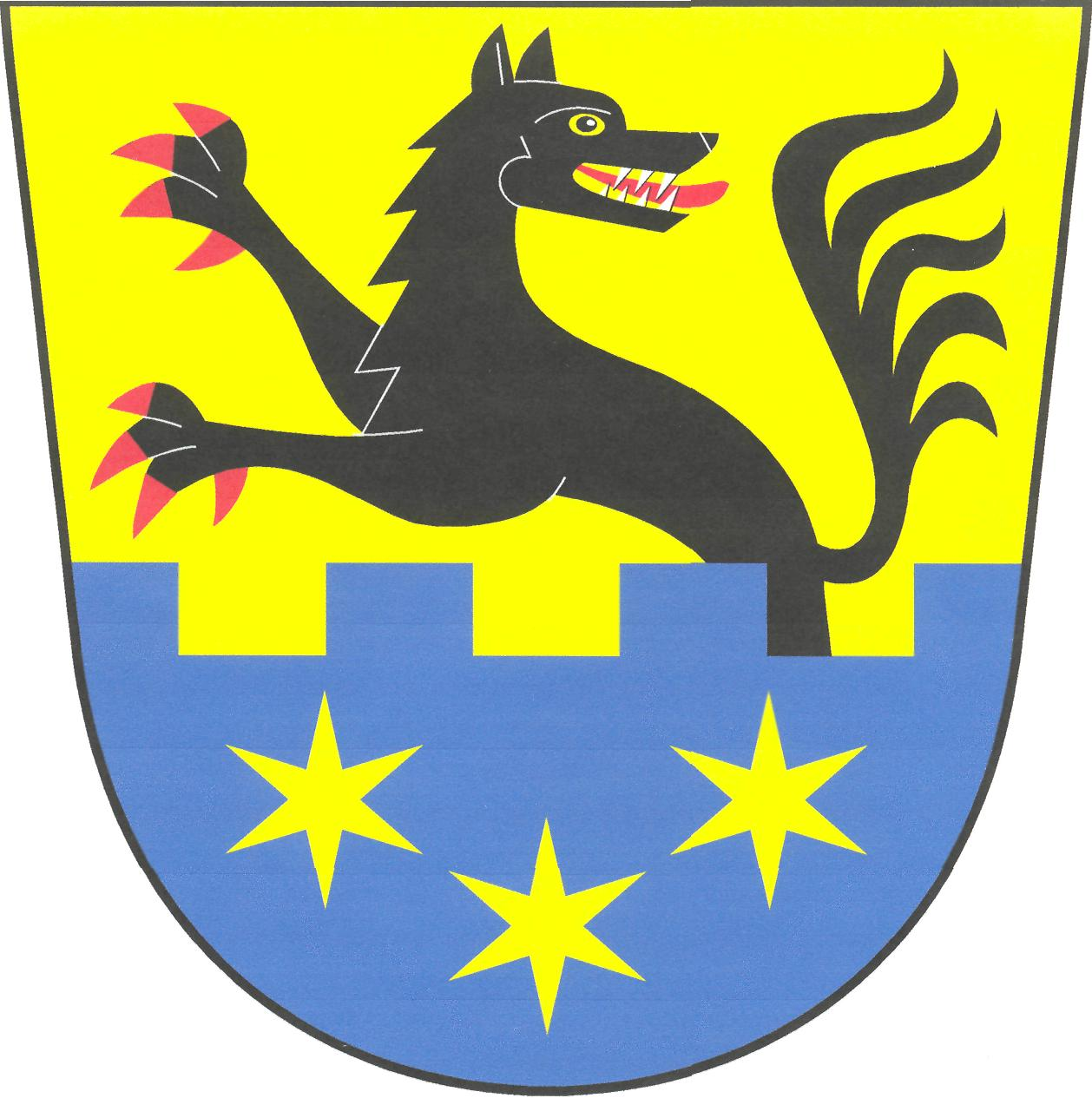
Wolf für Wolfersdorf
Löwe für Löwenberg
Hifthorn und Einhorn für Hoorn
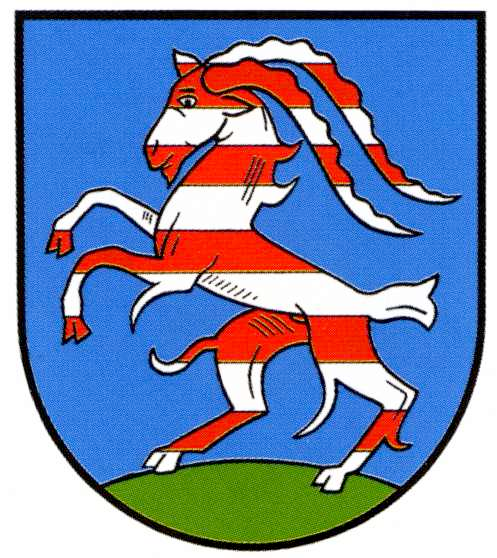
Bunter Bock (vgl. Bunter Löwe) für Buntenbock
Ziegenkopf für Ziegenhals
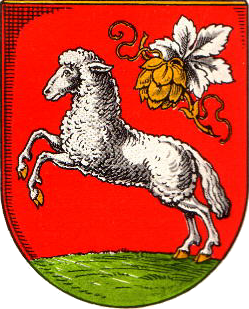
Springendes Lamm für Lamspringe
Geißel und Windhund für Geiselwind
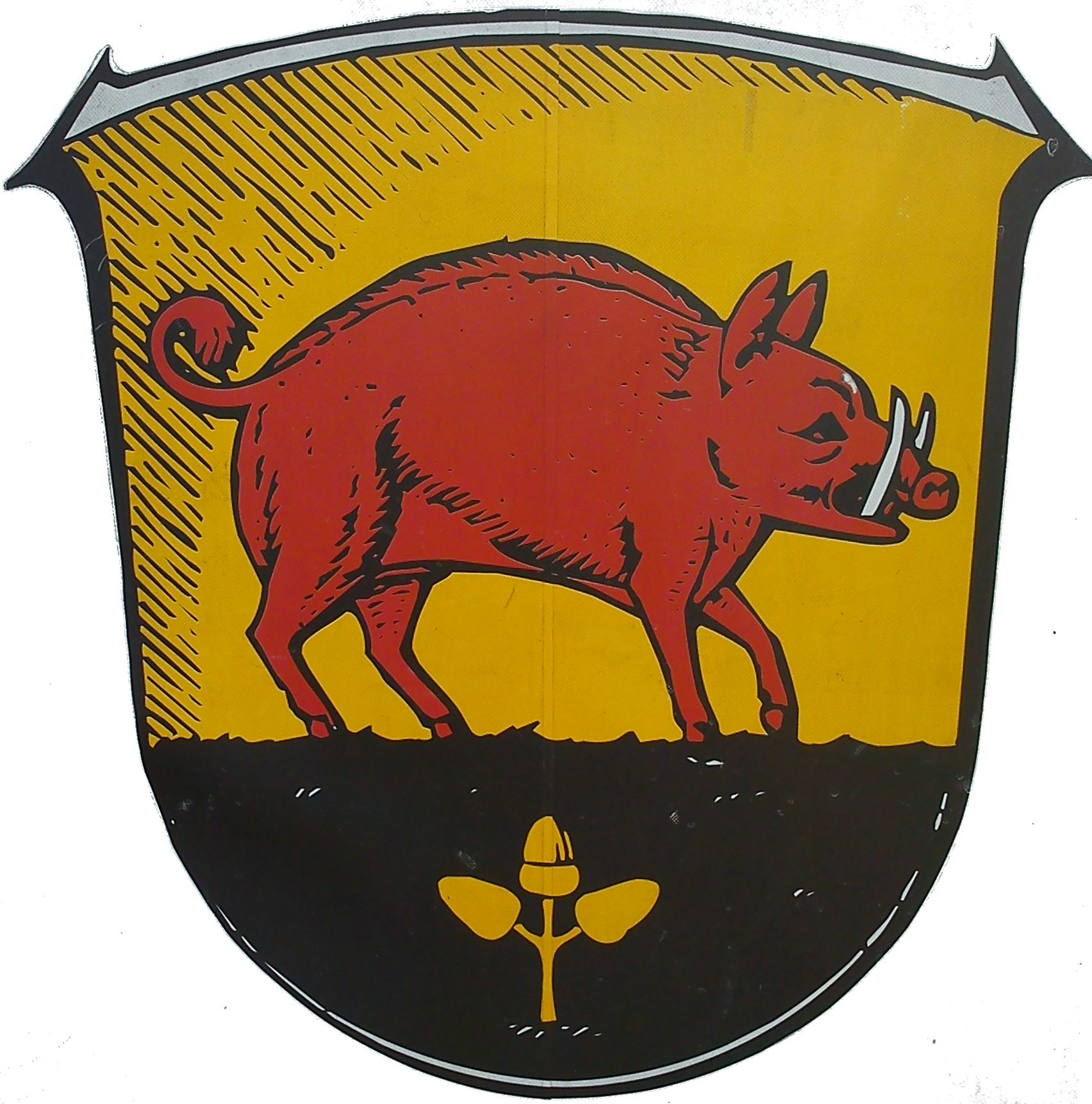
Eber für Eberstadt
Igel für Iglau
Storchenschnabel für Schnabelwaid
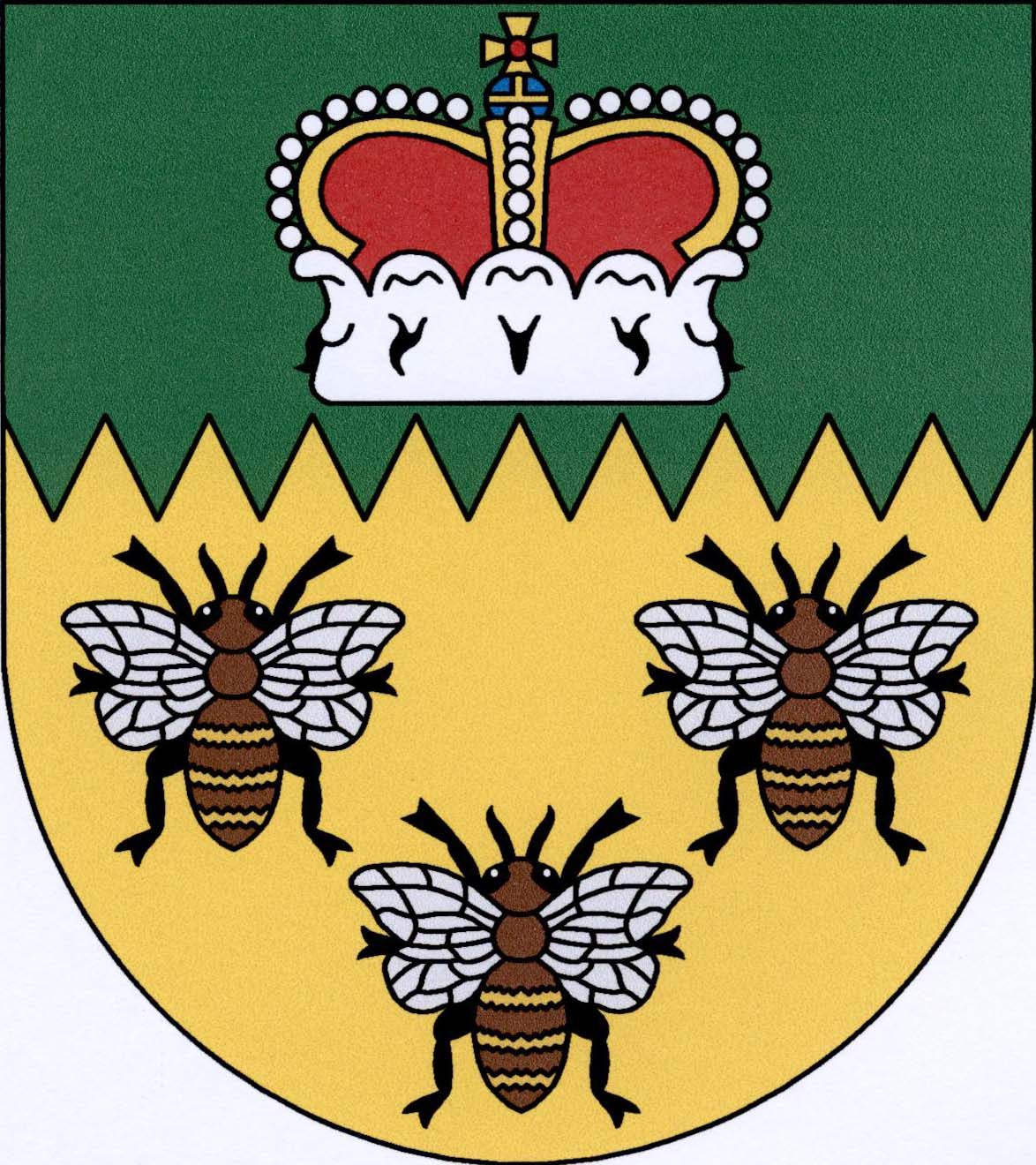
Biene für Binsdorf
Falke für Falkenau
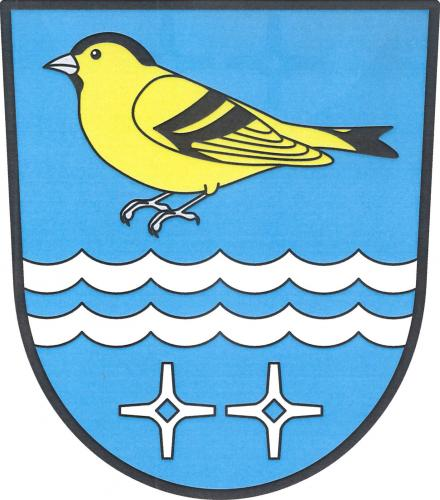
Zeisig für Zeisau
Hahn für Haan
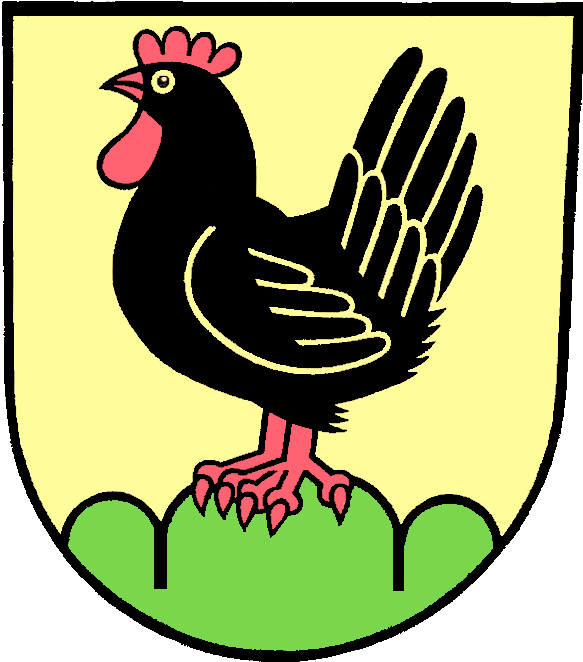
Henne auf Berg für Henneberg
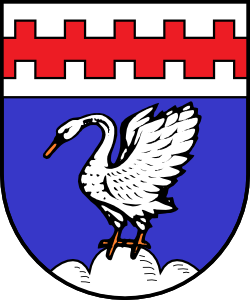
Schwan auf Berg für Schwanenberg
Pfau und Buche (lat. fagus) für Pfauen (volksetymologische Anlehnung an Pfau und korrekte Herleitung von fagus)
Füchsin (Vohe) und Strauß für Vohenstrauß
Dohle (ukr. galka) für Galizien
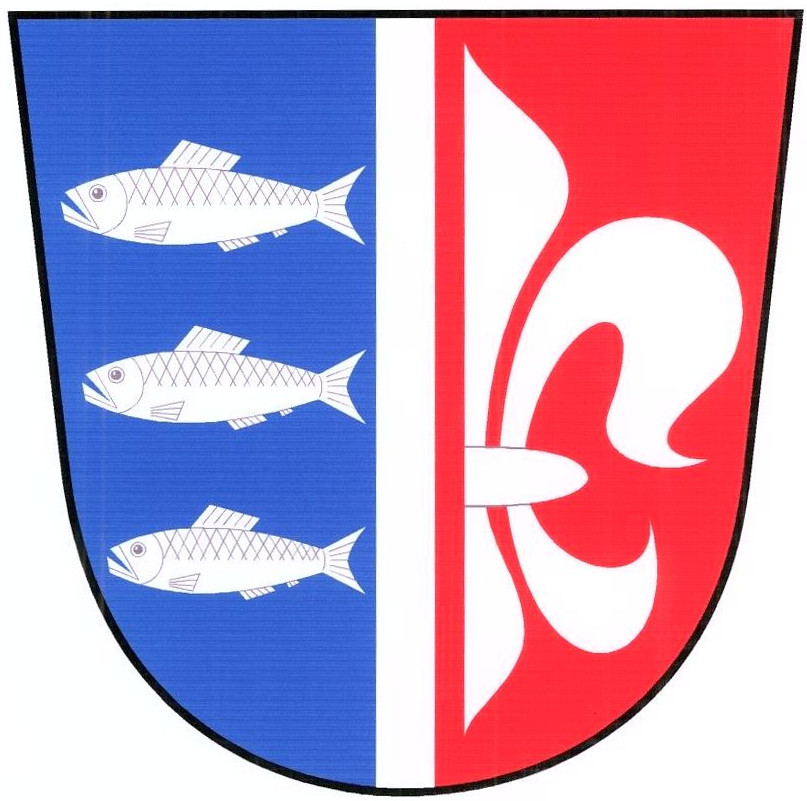
Hering für Häring
Eiche für Böhmisch Aicha
Buche für Schönenbuch
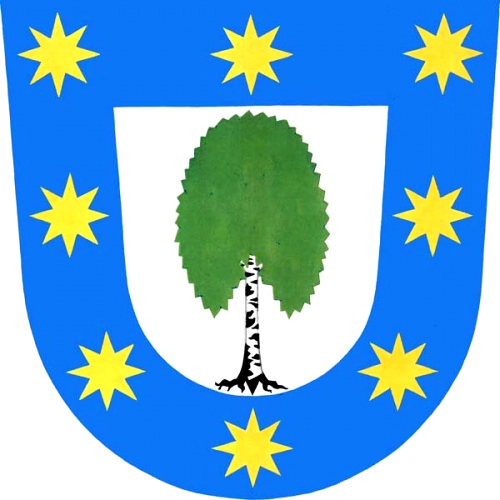
Birke für Birkenwald
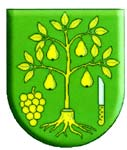
Birnbaum für Birnbaum
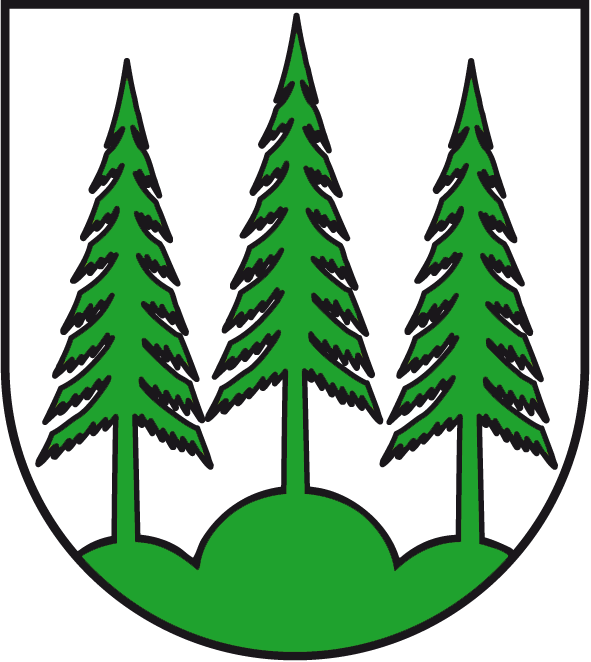
Tannen für Tanne
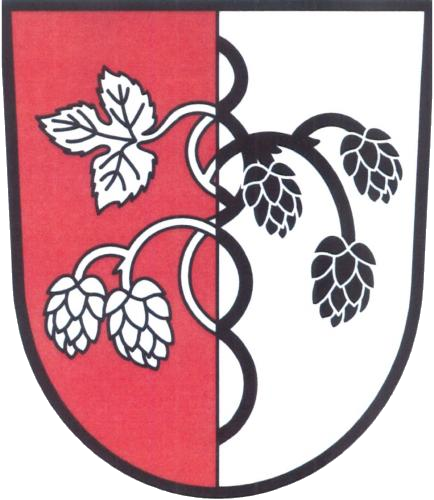
Hopfen für Hopfendorf
Rose für Rosenberg
Farne für Farnern
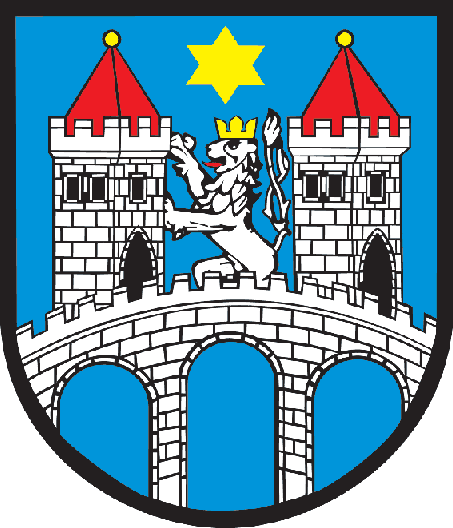
Brücke für Brüx
Offene Burg für Offenburg
Pforte des Himmels für Himmelpforten
Krüppel für Kröpelin (volksetymologische Deutung des ursprünglich slawischen Ortsnamens)
Kamm für Cham (volksetymologisch)
Lederhose für Lederhose
Kissen für Küsnacht (volksetymologische Anlehnung an mittelhochdeutsch küssîn bzw. schweizerdeutsch Chüssi)
Bienenkorb für Korb
Sack für Bad Säckingen
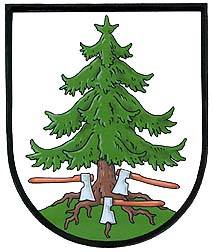
Drei Hacken für Dreihacken
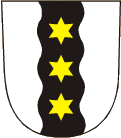
schwarzer Strom (Schwarzwasser) für Schwarzwasser
Fähre für Steinüberfuhr
Halbmond für Halbemond
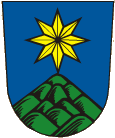
Stern und Berg für Sternberg
Schrägbalken in Magenta für Magenta an der Marne

Die Grafen von Henneberg führten z. B. eine Henne auf einem Dreiberg, die Herren von Aufenstein einen Auf oder Uhu, die Grafen von Helfenstein einen Elefanten; das Wappen der Herren von Olvenstedt zeigt ein Kamel, welches im Mittelalter Olfent hieß. Hier lag eine phonologische Ähnlichkeit nahe. Die spätere offizielle Heraldik verfuhr bei der Wahl der redenden Wappen sehr willkürlich und den Gesetzen der Heroldskunst widersprechend. So ist das Wappen des preußischen Staatsministers August Friedrich von Boden (geadelt 1739) dreifach redend, indem es eine Pfote (Pote), einen Boden und einen Boten enthält.
Auch Ortswappen können sprechend sein, etwa bei Berlin (volksetymologisch als Bärlein = kleiner Bär uminterpretiert) oder Bern (ebenfalls volkstümliche Anlehnung an Bär) sowie Hamburg (Burg auf rotem Grund). Bei Uri handelt es sich um das Ur, einen Auerochsen, bei Füllinsdorf um ein Fohlen (schweizerdeutsch Fülli; etymologisch liegt indes ein männlicher Personenname vor). Ein weiteres Beispiel ist Tragwein (Weinfass auf einer Trage). Falken finden sich oft in Wappen von Orten mit Namen Falkenstein und Falkenberg (so im heutigen Niemodlin), der Löwe bei der Gemeinde Löwenberger Land, Beile, die in Beilstein diesen hämmern, ferner eine Tanne auf Münzen und Wappen der elsässischen Stadt Thann. Bekannt sind auch die Magd über der Burg im Wappen von Magdeburg oder der Stralsunder Strahl.

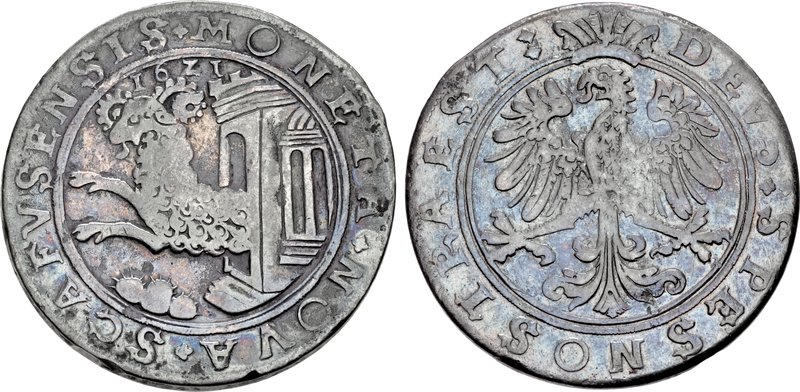
Bockstaler von 1621, Schaffhausen

Als Münzmeisterzeichen wurden redende Wappen ebenfalls verwendet. Zum Beispiel hatte Ernst Peter Hecht, von 1693 bis 1714 Münzmeister der Münzstätte Leipzig, die Buchstaben E P H und zusätzlich den Hecht aus seinem Wappen. Auch auf Münzen kommen redende Wappen vor. Karl Christoph Schmieder erklärt das Münzbild der Schaffhauser Bockstaler, dass es sich um das Stadtwappen von Schaffhausen handelt. „Schafbock und Haus“ so Schmieder, sind das redende Wappen von Schafhausen.

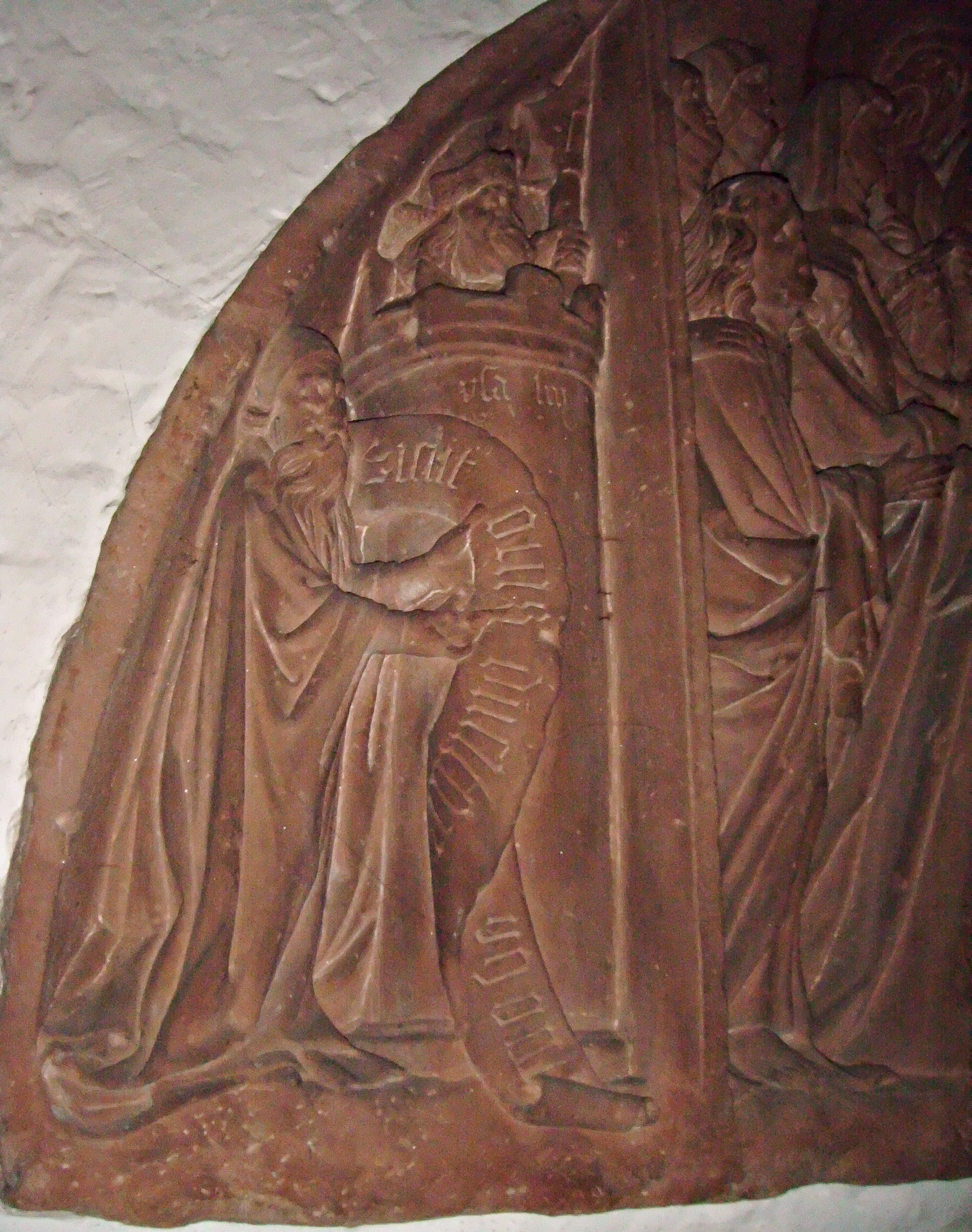
Speyerer Dom, Afrakapelle, redendes Wappen „Burgmann“, vom Grabmalrest des Domdekans Nikolaus Burgmann († 1443)

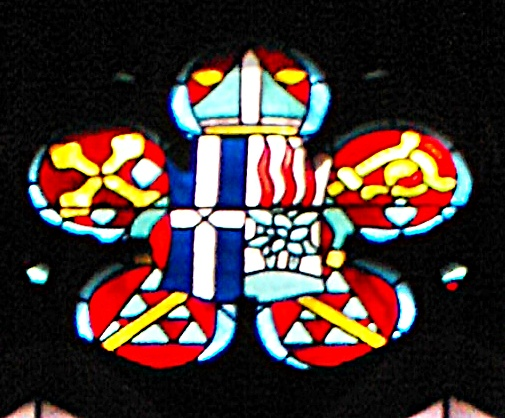
Stiftskirche Neustadt an der Weinstraße, redendes Wappen des Speyerer Bischofs Konrad von Busch. (Links das blaue Bistumswappen mit weißem Kreuz, rechts ein brennender Dornbusch)

Viele redende Wappen sind eine (teilweise volksetymologische) direkte bildhafte Umsetzung des Ortsnamens:
- Beilstein zeigt das Wappen von Beilstein besteckt mit drei (2:1) auf einem Stein darin eingehauenen Spitzhämmer
- Bockhorn zeigt einen Hirsch und ein Blasinstrument
- Cambridge zeigt unter anderem ein Schiff neben einer Brücke; engl. bridge „Brücke“ über dem Fluss Cam
- Châteaurenard zeigt ein Schloss unter einem Fuchs; franz. château „Schloss“, renard „Fuchs“
- Dürr (= blattlos) ist die Buche in Dürrenbüchig
- Elmbridge zeigt eine Ulme an einer Brücke; engl. elm „Ulme“, bridge „Brücke“
- Eriskirch zeigt eine goldene Schwertlilie (Iris sibirica) und die heutige Pfarrkirche „Unsere Liebe Frau“.
- Faoug, deutsch Pfauen, hat einen Pfau (volksetymologische Deutung des Ortsnamens) und eine Buche (richtige Herleitung von lateinisch fagus „Buche“) im Wappen
- Goldscheuer zeigt eine goldene Scheune
- Graben BE zeigt gekreuzte Spaten
- Haßfurt zeigt einen Hasen
- Hornberg zeigt zwei Hifthörner über einem Dreiberg
- Königsbrunn zeigt Krone und Brunnenschacht
- Küsnacht und Küssnacht haben ein Kissen im Wappen (volksetymologische Deutung des Ortsnamens, eigentlich aber zurückgehend auf fundus Cossiniacus „Landgut des Cossinius“)
- L’Aquila zeigt einen Adler; ital. aquila „Adler“
- Lodsch zeigt ein Boot, poln. lodz „Boot“
- Lyon zeigt einen Löwen; franz. lion „Löwe“
- Meersburg zeigt ein Meer (für den Bodensee) und eine Burg
- Neunkirchen zeigt neun Kirchen
- Nonnenhorn zeigt eine Ordensfrau und ein Füllhorn
- Offenhausen in Österreich zeigt einen Affen auf einem halb offenen Stadttor
- Oxford zeigt einen im Fluss stehenden Ochsen; engl. ox „Ochse“, ford „Furt“
- Phoenix (Arizona) zeigt einen Phönix (Mythologie)
- Puchheim zeigt gekreuzte Puchenblätter und ein Haus
- Rockenhausen zeigt drei Roggen-Ähren
- Schwerte zeigt zwei gekreuzte nach unten weisende Schwerter
- Starnberg zeigt einen Staren auf grünem, nach Busch, Baum oder Hügel aussehendem Grund
- Steinhaus zeigt ein Stein-Haus
- Tours zeigt drei silberne Türme; franz. tour „Turm“
- Triberg zeigt zwei Hifthörner über einem Dreiberg
- Turin zeigt einen Stier; ital. toro „Stier“
- Wolfsburg zeigt einen Wolf auf einer Burgmauer
- Zweibrücken zeigt eine Zwillingsbrücke

Andere Wappen benutzen einen symbolhaften „Umweg“:
- Baden zeigt Badende
- Bettendorf (entstanden aus Betendorf) zeigt Bibel und Rosenkranz als Symbol für das Beten
- Kröpelin zeigt einen Krüppel; tatsächlich liegt das slawische Wort crepelice (= Ort der Wachtel) zugrunde
- Frankfurt (Oder) zeigt einen Hahn, lat. gallus. Im mittelalterlichen Latein sind die galli Franken („Gallier“).
- Gallipoli zeigt einen Hahn, ital. gallo, obwohl der Name der Stadt eigentlich von griech. kalòs kommt (Volksetymologie)
- Luckau zeigt einen Stier, das Symbol für den Evangelisten Lukas
- Jüterbog zeigt einen Bock, der nach einer Volksetymologie der Namensgeber sein soll
- Kindberg in der Steiermark blasoniert wie folgt: „In blauem Schild golden ein auf einem silbernen Berg sitzendes nacktes, nur mit Lendentuch bekleidetes Kind, unter drei halbrund angeordneten goldenen fünfzackigen Sternen mit einer der vorne und hinten gebogen aus dem Berg wachsenden silbernen Blumen spielend.“
- Lauffen am Neckar hat den laufenden Boten („Läufer“)
- Lichtental, der Bezirksteil des 9. Wiener Gemeindebezirkes zeigt ein von der Sonne beleuchtetes Tal
- Schattendorf – wirft Schatten
- Telgte (nach einem Gehöft Telgoth) zeigt eine stilisierte Eiche, Telge steht dabei für Eiche (Telgen potten für Bäume pflanzen, 16. Jahrhundert)

## Initialwappen
Auch sind die Initialwappen häufig als redend anzusehen. Beispiele sind:
- Alwernia in Polen mit einem „A“
- Aurich in Niedersachsen mit einem „A“
- Babice (deutsch Babitz) in Polen mit einem „B“
- Bełżyce in Polen mit einem „B“
- Bad Zurzach in der Schweiz mit einem „Ʒ“
- Cewice (deutsch Zewitz) in Polen mit einem „C“
- Chaskowo in Bulgarien mit einem „Ch“
- Dielheim in Baden-Württemberg mit einem „D“
- Głogów (deutsch Glogau) in Polen mit einem „G“
- Powiat Głogowski (deutsch Kreis Glogau) in Polen mit einem ein „G“
- Göpfritz an der Wild in Österreich mit einem „G“
- Hradec Králové (deutsch Königgrätz) in Tschechien mit einem „G“
- Královéhradecký kraj (deutsch Königgrätzer Region) in Tschechien mit einem ein „G“
- Jevíčko (deutsch Gewitsch) in Tschechien mit einem „G“
- Kielce in Polen mit einem „CK“ für „Civitas Kielce“
- Końskie in Polen mit dem Kürzel „JMK“ für „Jan Małachowski Końskie“ (Jan Małachowski, der Gründer der Stadt Końskie und Końskie)
- Kraslice in Tschechien mit einem wappenfüllenden „G“, das bis 1945 für den deutschen Namen Graslitz stand
- Krasnodar (bis 1920 Jekaterinodar) in Russland mit einem „Je“
- Lidice (deutsch Liditz) in Tschechien mit einem „L“
- Lubaczów in Polen mit einem „L“
- Powiat Lubaczowski in Polen mit einem ein „L“
- Meziboří (deutsch Schönbach) in Tschechien mit einem „M“
- Mielec in Polen mit einem „M“
- Powiat Mielecki in Polen mit einem ein „M“
- Miramas in Frankreich mit einem „M“
- Moravská Třebová (deutsch Mährisch-Trübau) in Tschechien mit einem „T“
- Münsterschwarzach in Bayern mit einem „M“
- Mykanów in Polen mit einem „M“
- Olomouc (deutsch Olmütz) in Tschechien mit dem Kürzel „SPQO“ für „Senatus Populusque Olomucensis“ („Senat und Volk von Olmütz“)
- Olomoucký kraj (deutsch Olmützer Region) in Tschechien mit dem Kürzel „SPQO“ für „Senatus Populusque Olomucensis“ („Senat und Volk von Olmütz“)
- Powiat Oświęcimski (deutsch Kreis Auschwitz) in Polen mit einem „O“
- Péronne in Frankreich mit einem „P“
- Pruszcz Gdański (deutsch Praust) mit einem „P“
- Radom in Polen mit einem ein „R“ unter einer Krone
- Riom in Frankreich mit einem „R“
- Ropczyce in Polen mit einem ein „R“
- Powiat Ropczycko-Sędziszowski in Polen mit einem ein „R“
- Rudolfov (deutsch Rudolfstadt) in Tschechien mit einem „R“
- Saint-Aunès in Frankreich mit einem „S“ und mit einem „A“
- Saumur in Frankreich mit einem „S“
- Powiat Siemiatycki in Polen mit einem ein „S“
- Sierakowice (deutsch Sierakowitz) in Polen mit einem „S“
- Snjatyn in der Ukraine mit einem „S“
- Strzałkowo (deutsch Stralkowo oder Stralkau ) in Polen mit einem „S“
- Strzelin (deutsch Strehlen) in Polen mit einem „S“
- Powiat Strzeliński (deutsch Kreis Strehlen) in Polen mit einem ein „S“
- Svit in der Slowakei mit einem „S“
- Swjahel (polnisch Zwiahel) in der Ukraine mit einem „Z“ bis März 2022
- Tysmenyzja in der Ukraine mit einem „T“
- Uhlbach in Baden-Württemberg mit dem Kürzel „VLB“
- Wonsees in Bayern mit einem „W“
- Wrocław (deutsch Breslau) in Polen mit einem „W“
- Wyborg in Russland mit einem „W“
- Wyborgski Rajon in Russland mit einem ein „W“
- Zeilsheim in Hessen mit einem „Z“ bis 1931
- Zielonka in Polen mit einem grünen „Z“
- Zittau in Sachsen mit einem silbernen „Z“ in der Wappenmitte
- Znojmo (deutsch Znaim) in Tschechien mit einem „Z“
- Żary (deutsch Sorau) in Polen mit einem „Ƶ“
- Żukowo (deutsch Zuckau) in Polen mit einem „Ƶ“